# Nes Ziona
Nes Ziona (hebräisch נֵס צִיּוֹנָה Nes Zijjōnah, arabisch نيس تسيونا, DMG Nīs Tsiyūnā) ist eine Stadt im Zentralbezirk Israels.
Der Name bedeutet „Zeichen nach Zion“ und ist benannt nach Jer 4,6 : „Erhebt ein Feldzeichen in Richtung auf Zion hin.“

## Lage
Die Stadt liegt am Rande des judäischen Hügellandes Schefela. Nachbarorte sind Rechovot im Süden, Netzer Sereni im Osten, Rischon LeZion im Norden und Beit Chanan im Westen.

## Geschichte

### Gründerzeit (1883–1905)
Der Ort geht auf ein Gut mit Zitrusplantage zurück, das sich 1878 der Templer Reisler im Wadi Chanin anlegte. Nachdem ihm Frau und Kinder an Malaria verstorben waren, wanderte er 1882 über Odessa zurück nach Europa. Dort willigte er in einen Landtausch mit Re'uven Lehrer ein. Reisler erhielt dessen Land in Russland und Lehrer die Plantage im Heiligen Land. Lehrer gründete dort 1883 mit seinem Sohn Moscheh und weiteren in Jaffa geworbenen Kolonisten (unter anderem der Familie von Sami Hochberg, der später ein bekannter zionistischer Funktionär und Zeitungsherausgeber („Jeune Turc“) in Konstantinopel wurde), die Siedlung Tel Aviv, aber umgangssprachlich setzte sich der Name Nachalath Re'uven (Gut Re'uven) durch. 1891 kaufte Michael Halperin weiteres Land in der Nachbarschaft und gründete Nes Ziona, mit dem Lehrers Siedlung verschmolz.
Im Februar 1955 drang eine Gruppe ägyptischer Agenten in Armeebasen in Nes Ziona und Rischon LeZion ein und erbeutete Landkarten und andere Unterlagen. Am 23. Februar 1955 gab es ein Aufeinandertreffen mit israelischen Einsatzkräften. Auf der Flucht erschossen sie nahe Rechovot einen Motorradfahrer.

### Diskriminierungsvorwürfe (2015)
Im Oktober 2015, während der „Messer-Intifada“, gehörte Ness Ziona zu einer Reihe israelischer Gemeinden, die nach Terroranschlägen städtischem Reinigungspersonal und anderen Arbeitern, die israelische Araber waren, die Arbeit in Schulen während der Unterrichtszeit untersagten und für die Nähe anderer schutzbedürftiger Einrichtungen ähnliche Beschränkungen einführten. Diese Maßnahmen wurden als Diskriminierung und Verstoß gegen israelische Gesetze kritisiert.

## Bevölkerung
Im September 2003 betrug die Einwohnerzahl 26.400, das jährliche Bevölkerungswachstum 2,9 %. Den Status einer Stadt erhielt die 16 km² große Ortschaft im Jahr 1992. 2018 hatte Nes Ziona 50.214 Einwohner.

## Wirtschaft
Der Ort ist Sitz des Israelischen Instituts für biologische Forschung (IIBR), das dem Verteidigungsministerium zuarbeitet und etwa 350 Mitarbeiter beschäftigt. Im Süden, an der Grenze zur Nachbarstadt Rechovot, ist der Kiryat Weizmann Scientific Park gelegen, der Start-Ups sowie Büros internationaler Konzerne insbesondere aus dem High-Tech- und Wissenschaftsumfeld beherbergt.

## Kultur
Der aus Polen stammende Maler Shalom Sechvi lebte und arbeitete bis zu seinem Tod in Nes Ziona. In seinem Haus lebt jetzt sein ältester Sohn Avi Sechvi, der ein in Israel mehrfach ausgezeichneter Bühnenbildner ist.

## Persönlichkeiten
- Eylon Almog (* 1999), Fußballspieler
- Ludwik Fleck (1896–1961), polnisch-jüdischer Mikrobiologe, Immunologe und Erkenntnistheoretiker; lebte bis zu seinem Tod in Nes Ziona
- Yuval Halpert (* 2000), Eishockeyspieler
- Sami Hochberg (1869–1917), bekannter zionistischer Funktionär und Publizist der Anfangsjahre
- Tamir Nabaty (* 1991), Schach-Großmeister
- Pini Zahavi (* 1955), Spielervermittler im Bereich des Profifußballs
- Dror Zeigerman (* 1948), Politiker

## Städtepartnerschaften
|  | Freiberg, Deutschland         |
|  | Le Grand-Quevilly, Frankreich |
|  | Piotrków Trybunalski, Polen   |
|  | Qingdao, China                |
|  | Solingen, Deutschland         |